# Krasnosilka, Luhînî
Krasnosilka (în ucraineană Красносілка) este un sat în comuna Cervona Voloka din raionul Luhînî, regiunea Jîtomîr, Ucraina.

## Demografie
Componența lingvistică a localității Krasnosilka
     Ucraineană (100%)
Conform recensământului din 2001, toată populația localității Krasnosilka era vorbitoare de ucraineană (100%).